# Njuonajaure (Frostvikens socken, Jämtland, 721253-144153)
Njuonajaure är en sjö i Strömsunds kommun i Jämtland och ingår i Ångermanälvens huvudavrinningsområde. Sjön har en area på 0,0663 kvadratkilometer och ligger 916,1 meter över havet. Sjön avvattnas av vattendraget Östra Daimanjukke.

## Delavrinningsområde
Njuonajaure ingår i det delavrinningsområde (721308-144200) som SMHI kallar för Ovan 721238-144105. Medelhöjden är 943 meter över havet och ytan är 3,66 kvadratkilometer. Det finns inga avrinningsområden uppströms utan avrinningsområdet är högsta punkten. Östra Daimanjukke som avvattnar avrinningsområdet har biflödesordning 3, vilket innebär att vattnet flödar genom totalt 3 vattendrag innan det når havet efter 337 kilometer. Avrinningsområdet består mestadels av kalfjäll (97 procent). Avrinningsområdet har 0,09 kvadratkilometer vattenytor vilket ger det en sjöprocent på 2,6 procent.